# Dusičnan manganitý
Dusičnan manganitý je anorganická sloučenina s chemickým vzorcem Mn(NO3)3. Lze jej připravit reakcí fluoridu manganitého s oxidem dusičným. Dusičnan manganitý je stabilní při teplotě pod −14 °C. Za laboratorní teploty se rozkládá a uvolňuje oxid dusičitý. Dusičnan manganitý tvoří řadu komplexů, jako [Mn((NH3)2sar)](NO3)5·2H2O a [Mn(C6H16N10)](NO3)3·H2O.